# Despina Chatun

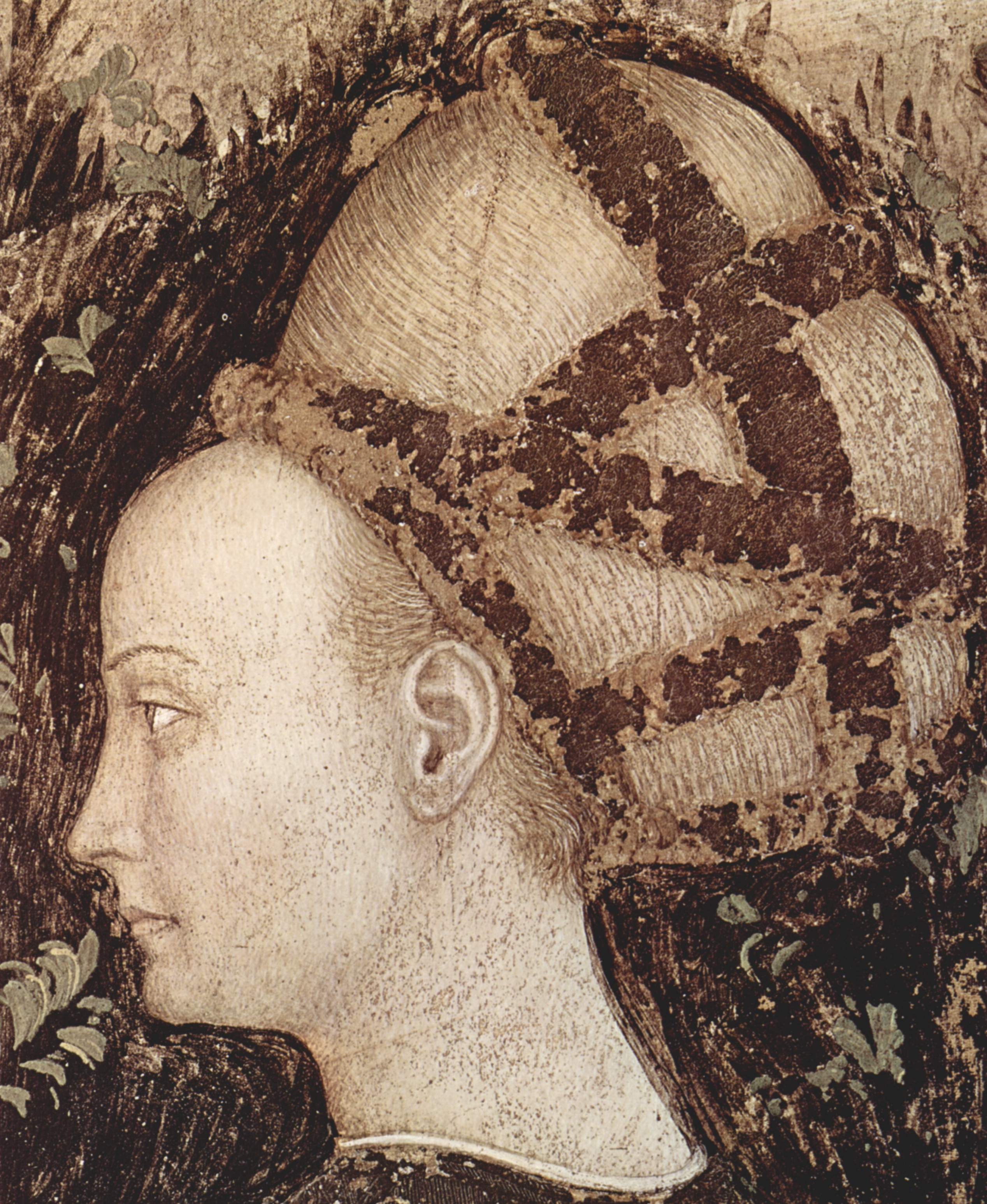
Pisanello's depiction of Princess of Trebizond.

Despina Chatun (Teodora Komnena, grec. Θεοδώρα Μεγάλη Κομνηνή; perskie: دسپینا خاتون; ur. po 1438, zm. po 1474) – córka Jana IV Komnena i Nieznanej z imienia córki Aleksandra I Wielkiego, żona Uzun Hasana, sułtana federacji Ak Kojunlu.

## Życiorys
Jej ślub odbył się w 1458 roku. Miał przypieczętować sojusz Cesarstwa Trapezuntu i Ak Kojunlu. Nie uchroniło to jednak Wielkich Komnenów od Upadku Trapezuntu. Uzun Hasan zawarł bowiem układ z Osmanami. W 1461 rodzina Despiny Charun znalazła się w Konstantynopolu. Żona Uzun Hasana proponowała, aby jej brat Aleksy (1455–1463) bądź jeden z synów Dawida II Komenan przybył, aby ją odwiedzić. List dostał się w ręce Mehmeda II. Sułtan turecki uznał to za zdradę. 1 listopada 1463 Dawid II razem z bratem, siedmioma synami
i bratem Despiny Chatun Aleksym zostali ścięci w więzieniu Siedmiu Wież w Konstantynopolu. Z jej małżeństwa z Uzun Hasanem urodzili się:
- syn Jakub
- Marta od 1471/1472 żona Shaykha Haydara, matka pierwszego szacha Iranu Isma'ila I.
- dwie inne córki